# Luke Moncada
Luke Joseph Moncada (Markham, 29 maggio 2000) è un hockeista su ghiaccio canadese naturalizzato italiano, milita come attaccante nell'Hockey Club Gherdëina, squadra della Alps Hockey League, e nella Nazionale italiana.

## Carriera

### Nazionale
In possesso del passaporto italiano e maturate due stagioni consecutive in una squadra di club italiana, necessarie per vestire la maglia azzurra, Moncada ricevette la prima convocazione con il Blue Team nel novembre 2023, in occasione del Tamás Sárközy Memorial Tournament disputatosi a Budapest, in sostituzione dell'infortunato Daniel Catenacci, ma dovette anch'esso rinunciare al torneo per via di un infortunio subito nella precedente partita di campionato. L'esordio avvenne l'anno successivo, il 12 dicembre 2024, nella prima di due sfide amichevoli contro l'Ungheria di scena all'Intercable Arena di Brunico.